# Bombardeo de Roma en la Segunda Guerra Mundial
El bombardeo de Roma en la Segunda Guerra Mundial tuvo lugar en varias ocasiones en 1943 y 1944, principalmente por los Aliados y, en menor medida, por aviones del Eje, antes de que la ciudad fuera ocupada por los Aliados el 4 de junio de 1944. El papa Pío XII no tuvo éxito inicialmente en su intento de que Roma fuera declarada ciudad abierta, a través de negociaciones con el presidente de los Estados Unidos Franklin D. Roosevelt a través del arzobispo (más tarde cardenal) Francis Spellman. Finalmente, Roma fue declarada ciudad abierta el 14 de agosto de 1943 (un día después del último bombardeo aliado) por las fuerzas italianas defensoras.
El primer bombardeo tuvo lugar el 19 de julio de 1943, cuando 690 aviones de las Fuerzas Aéreas de los Estados Unidos sobrevolaron Roma y lanzaron 9125 bombas sobre la ciudad. Las bombas aliadas alcanzaron también los edificios de viviendas del barrio, dañando la basílica de San Lorenzo fuori le mura y matando a 1500 personas. Pío XII, que previamente había pedido a Roosevelt que no bombardeara Roma por "su valor para toda la humanidad", visitó las zonas afectadas del distrito; las fotografías de su visita se convirtieron más tarde en un símbolo del sentimiento antiguerra en Italia. Los bombardeos aliados continuaron a lo largo de 1943 y se prolongaron hasta 1944. En Estados Unidos, mientras que la mayoría de los medios de comunicación estadounidenses apoyaron los bombardeos, muchos periódicos católicos los condenaron.
En las 110 000 salidas que comprendió la campaña aérea aliada de Roma, se perdieron 600 aviones y murieron 3600 tripulantes aéreos; se lanzaron 60 000 toneladas de bombas en los 78 días anteriores a la captura de Roma por los aliados el 4 de junio de 1944.

## Correspondencias entre Pío XII y Roosevelt
Tras el primer bombardeo aliado de Roma, el 16 de mayo de 1943 (tres meses antes de que el ejército alemán ocupara la ciudad), Pío XII escribió a Roosevelt pidiendo que Roma fuera librada, en la medida de lo posible, de más dolor y devastación, y sus numerosos y preciados santuarios... de una ruina irreparable.
El 16 de junio de 1943, Roosevelt respondió:

Los ataques contra Italia se limitan, en la medida humanamente posible, a objetivos militares. No hemos hecho ni haremos guerra contra civiles o contra objetivos no militares. En el caso de que fuera necesario que los aviones aliados operaran sobre Roma, nuestros aviadores están perfectamente informados de la ubicación del Vaticano y han recibido instrucciones específicas para evitar que las bombas caigan dentro de la Ciudad del Vaticano.

El bombardeo de Roma fue controvertido, y General Henry H. Arnold describió la Ciudad del Vaticano como una "patata caliente" debido a la importancia de los católicos en las Fuerzas Armadas estadounidenses. La opinión pública británica, sin embargo, estaba más alineada con el bombardeo de la ciudad, debido a la participación de aviones italianos en el Blitz sobre Londres. H.G. Wells fue un defensor especialmente firme de hacerlo.

## Incursiones notables

### 19 de julio de 1943
El 19 de julio de 1943, durante la Operación Crosspoint, Roma fue bombardeada de nuevo, más intensamente, por 521 aviones aliados, con tres objetivos, causando miles de víctimas civiles (las estimaciones oscilan entre 1.600 y 3.200 víctimas). Tras la incursión, Pío XII, junto con el Msr. Montini (futuro Papa Pablo VI), viajaron a la Basílica de San Lorenzo extramuros, que había sufrido graves daños, y distribuyeron 2 millones de liras entre la multitud. Entre las 11 de la mañana y las 12 del mediodía, 150 Boeing B-17 Flying Fortress aliadas atacaron el patio de carga y la fábrica de acero de San Lorenzo. Por la tarde, el segundo objetivo fue el "Scalo del Littorio" en el lado norte de Roma. El tercer objetivo fue el aeropuerto de Ciampino, en el sureste de Roma.

### 13 de agosto de 1943
Tres semanas más tarde, el 13 de agosto de 1943, 310 bombarderos aliados bombardearon de nuevo la ciudad, apuntando a San Lorenzo y Scalo del Littorio. Los distritos urbanos circundantes también fueron gravemente golpeados, y 502 civiles murieron.

### 17 de septiembre de 1943
55 bombarderos de la USAAF atacaron el aeropuerto de Ciampino.

### 18 de septiembre de 1943
Ciampino fue atacado de nuevo, esta vez por 35 bombarderos.

### 23 de octubre de 1943
73 bombarderos de la RAF atacaron la base aérea de Guidonia.

### 22 de noviembre de 1943
Ciampino fue bombardeada por 39 aviones de la RAF.

### 28 de noviembre de 1943
Ciampino fue bombardeada de nuevo, por 55 aviones de la RAF.

### 28 de diciembre de 1943
Ciampino y Guidonia fueron bombardeadas por la 12.ª USAAF.

### 13 de enero de 1944
Bombarderos de la USAAF atacaron los aeródromos de Guidonia y Centocelle.

### 19 de enero de 1944
147 bombarderos de la USAAF atacaron los aeródromos de Guidonia y Centocelle, pero la ciudad circundante también fue alcanzada.

### 20 de enero de 1944
197 bombarderos de la USAAF atacaron los aeródromos de Guidonia y Centocelle, pero la ciudad circundante también fue alcanzada.

### 3 de marzo de 1944
206 bombarderos de la USAAF atacaron las estaciones de Tiburtino, Littorio y Ostiense; éstas fueron alcanzadas, pero también lo fueron los distritos urbanos circundantes, con 400 civiles muertos.

### 7 de marzo de 1944
149 bombarderos de la USAAF bombardearon las estaciones de Littorio y Ostiense, alcanzando tanto sus objetivos como la ciudad.

### 10 de marzo de 1944
La 12.ª USAAF bombardeó las estaciones de Littorio y Tiburtino, pero las bombas cayeron también sobre la ciudad, matando a 200 civiles.

### 14 de marzo de 1944
112 bombarderos de la USAAF atacaron la estación de clasificación de Prenestino; el objetivo fue alcanzado, pero los distritos circundantes también sufrieron daños, con 150 víctimas civiles.

### 18 de marzo de 1944
La 12.ª USAAF bombardeó Roma, causando 100 bajas civiles. Este fue el último gran ataque aéreo sobre Roma.